# Pietro Quintini
Pietro Paolo Quintini (Roma, 24 agosto 1814 – Terni, 8 febbraio 1865) è stato un militare italiano, generale dei Bersaglieri.

## Biografia

### Origini e formazione
Figlio di Alessio e Maria Grassetti, nacque a Roma il 24 agosto 1814. Iniziò a la carriera militare come cadetto presso l'esercito pontificio. Partecipò ad alcune azioni di guerra, come la difesa di Rieti nel 1831 da parte di rivoltosi avversi allo Stato Pontificio o la repressione delle rivolte popolari di Cesena dell'anno seguente. Dopo aver sedato ulteriori rivolte nel 1833 e nel 1843 ed essere stato decorato con due medaglie, nel 1848 venne promosso a maggiore ed iniziò a prestare servizio nel 3º Reggimento fucilieri.

### La partecipazione alla prima guerra d'indipendenza italiana
Nel 1849, a seguito dei grandi moti del 1848, Roma diventò sede della Repubblica Romana, uno Stato repubblicano guidato da un triumvirato composto da Carlo Armellini, Giuseppe Mazzini ed Aurelio Saffi. In questo periodo Quintini partecipò all'insurrezione e venne promosso tenente colonnello dell'Armata repubblicana, entrando così nello Stato maggiore repubblicano e partecipando quindi alla difesa di Roma del 24 giugno. A seguito della restaurazione del potere pontificio, chiese di essere dispensato dall'esercito.

### La partecipazione alla seconda d'indipendenza italiana e la morte
Nel 1859, durante la seconda guerra d'indipendenza, si arruolò, con il grado di maggiore, nell'esercito savoiardo, e si distinse per le sue azioni a sostegno del Regno di Sardegna. Dopo la spedizione dei Mille, e l'annessione del Regno delle Due Sicilie al nascente Stato italiano, Quintini fu inviato nel 1861 nell'Italia meridionale al comando del 40º Reggimento fanteria, per sedare il brigantaggio che andava sviluppandosi, essendo nota la sua fama di "specialista" in repressioni. Nel gennaio 1861, al comando della Colonna Mobile degli Abruzzi, si rese protagonista di una serie di esecuzioni ai danni di chi sospettò essere un reazionario o un simpatizzante della deposta corona borbonica. Successivamente si distinse ancora per alcune esecuzioni ai danni di disertori borbonici, fuorilegge e sbandati vari.
Morì a Terni a seguito di un incidente a cavallo.